# 和坪站
和坪站（韓語：화평역）是朝鮮民主主義人民共和國慈江道和坪郡的一個鐵路車站，属于北部内陆线。

## 历史
- 1988年8月3日，落成使用。

## 邻近车站
北部内陆线
梨坪站 - 和坪站 - 桧中站